# Altadis

Historisches Logo von Altadis

Die Altadis S.A. ist ein spanisch-französischer Tabakkonzern. Sie ist das drittgrößte Unternehmen im europäischen Zigarettenmarkt und die weltweite Nummer 1 als Zigarrenhersteller. Altadis hat mit 300.000 Verkaufsstellen in Frankreich, Spanien, Italien, Portugal und Marokko zudem ein in Europa einzigartiges Vertriebsnetz für Tabakprodukte. Sie wurde im Februar 2008 von Imperial Tobacco (Imperial Brands) übernommen.
Altadis beschäftigt über 28.000 Mitarbeiter. Der Gesamtumsatz betrug 4,11 Milliarden Euro im Jahr 2005. 

## Gründung und Unternehmensgeschichte
Altadis ist 1999 aus dem Zusammenschluss der beiden Tabakfirmen Tabacalera (Spanien) und Seita (Frankreich) entstanden.
Im Jahr 2000 erwarb das Unternehmen 50 % von Habanos S.A., der Vertriebstochter des kubanischen Tabakmonopolisten Cubatabaco.
Von 2007 bis 2008 fand ein Bieterkampf um den Konzern statt, in dem sich letztlich das Angebot des britischen Konkurrenten Imperial Tobacco gegen diejenigen der Finanzinvestoren CVC Capital Partners und PAI Partners durchsetzte.

## Produkte
- Fortuna
- Ducados
- Gitanes
- Gauloises